# Max Rubner

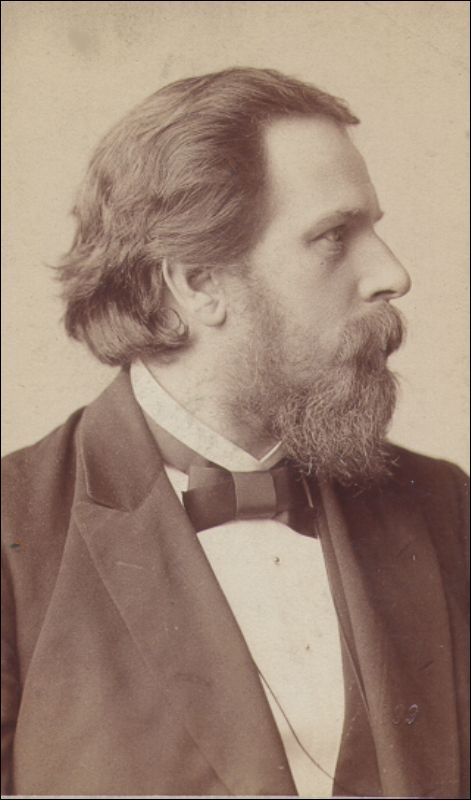
Max Rubner (1899)

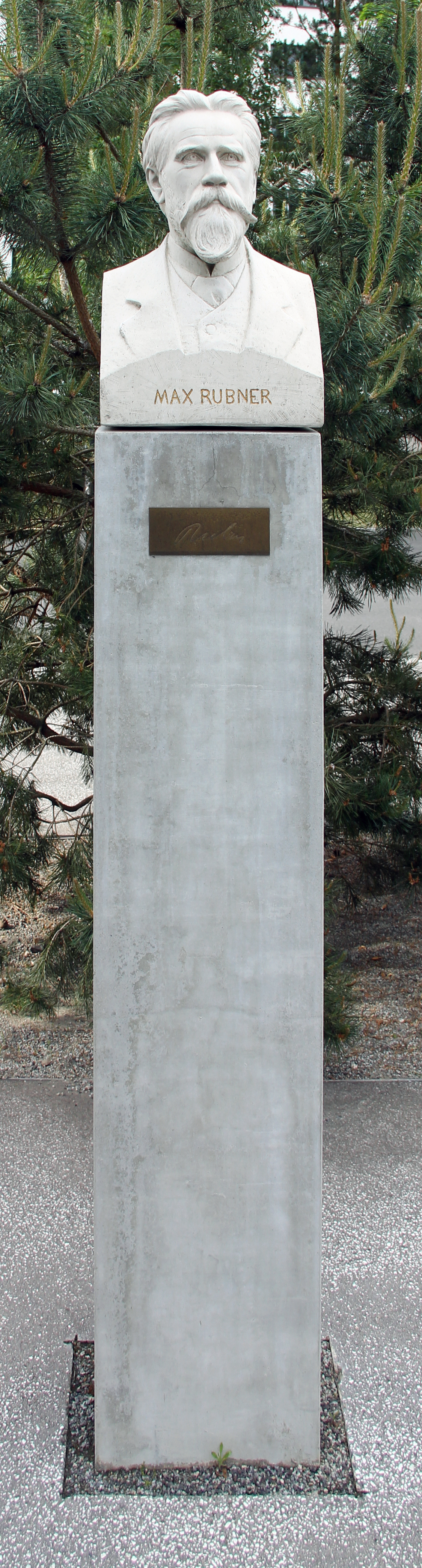
Büste am Haus, Robert-Rössle-Straße 10, in Berlin-Buch

Max Rubner (* 2. Juni 1854 in München; † 27. April 1932 in Berlin) war ein deutscher Mediziner, Physiologe und Hygieniker. Rubner hatte um 1885 nachgewiesen, dass Eiweiß, Fett und Kohlenhydrate nach Maßgabe ihres Verbrennungswertes einander ersetzen können.

## Familie
Sein Vater Johann Nepomuk Rubner war Schlosser und Eisenhändler. Seine Mutter Barbara, geb. Duscher, stammte aus Augsburg. Rubner war mit Helene, Tochter des kgl. Oberbaurates Karl Ritter von Leimbach aus München, verheiratet, die 1915 starb. Aus der Ehe gingen zwei Töchter und zwei Söhne hervor. Zu seinen fünf Enkeln gehörte Johanna Quandt.

## Ausbildung und Beruf
Rubner besuchte das humanistische Max-Gymnasium in München und Sonntagsvorträge einer Industrieschule. Mit 15 Jahren besaß er bereits ein Mikroskop und chemische Apparate. Nach dem Abitur studierte er von 1873 bis 1877 Medizin an der Ludwig-Maximilians-Universität München bei Adolf von Baeyer, in dessen chemischem Labor er arbeitete, und bei dem Physiologen Carl von Voit. Während seines Studiums wurde er Mitglied des AGV München im Sondershäuser Verband. Er wurde 1878 promoviert mit einer Arbeit über die Nährstoffnutzung im Darm. Bis 1880 blieb er unbezahlter Assistent bei Voit. Hier entwickelte Rubner ein neues Konzept zur Erforschung der Bioenergetik des Stoffwechsels. 1880/81 folgte ein akademisches Jahr am physiologischen Institut von Carl Ludwig in Leipzig, wo er seine Studien zur Bestimmung der Nährstoffenergiewerte im Körper fortsetzte. 1883 habilitierte er sich in München im Fach Physiologie mit einer Arbeit über die Brennwerte von Nährstoffen und stellte während der folgenden zwei Jahre seine vollkommen neuen Konzepte der Energieerhaltung, der Gültigkeit des Energieerhaltungsgesetzes im tierischen Organismus, der isodynamischen Beziehung der Nährstoffbrennwerte und des Energieverlusts durch Wärmestrahlung und Verdunstung gemäß Oberflächengesetz vor. Auf Rubner, der 1902 Gesetze des Energieverbrauchs im Körper begründete, geht die kalorimetrische Bestimmung der vom Körper nutzbaren Energie der Grundnährstoffe, des sogenannten Physiologischen Brennwerts zurück: Kohlenhydrate bzw. Eiweiß entsprechen einer Energiezufuhr von 1.717 kJ/100 g (410 kcal/100 g) und Fett einer Energiezufuhr von 3.894 kJ/100 g (930 kcal/100 g), wobei sich diese Nährstoffe energetisch gegenseitig ersetzen können („Isodynamie“).
1885 nahm Rubner einen Ruf auf den Lehrstuhl für Hygiene und Staatsarzneikunde an der Universität Marburg an, zunächst als außerordentlicher, dann 1887 als ordentlicher Professor. Er war zu dieser Zeit davon überzeugt, dass Hygiene nur angewandte Physiologie sei. In Marburg führte er Arbeiten über Wärmeregulation, Körperoberfläche und Stoffwechsel durch („Biologische Gesetze“). 1891 übernahm Rubner als Nachfolger von Robert Koch den Lehrstuhl für Hygiene der Friedrich-Wilhelms-Universität Berlin. 1899 wurde er Mitglied im Gründungsvorstand des Deutschen Vereins für Volkshygiene. 1905 wurde für ihn ein großes neues Institut errichtet. 1909 wechselte er auf den Lehrstuhl für Physiologie als Nachfolger von Theodor Wilhelm Engelmann. 1909 war er Vorsitzender der Gesellschaft Deutscher Naturforscher und Ärzte. Von 1913 bis 1926 war Rubner zusätzlich Direktor des von ihm mitbegründeten Kaiser-Wilhelm-Instituts für Arbeitsphysiologie in Berlin. Aus dieser Gründung gingen mehrere akademische Einrichtungen hervor: das Institut für Arbeitsforschung (heute: Max-Planck-Institut für molekulare Physiologie) in Dortmund sowie der Lehrstuhl für Arbeitsmedizin am Institut für Arbeitsmedizin der Charité in Berlin. Hier entstanden zahlreiche Arbeiten über Ernährungsphysiologie und Stoffwechsel, einschließlich hygienischer Effekte von Kleidung, Klima, Luft, Wasser, Wohnung und Temperatur bis hin zu Fragen der Ernährung ganzer Populationen. Im Rahmen kalorimetrischer Forschungen beschrieb er die spezifisch-dynamische Wirkung organischer Nährstoffe und das Oberflächengesetz (grundsätzliche Berechenbarkeit des Energieumsatzes eines Organismus entsprechend seiner Körperoberfläche).

## Leistungen
1894 hatte Rubner die Gültigkeit des Prinzips der Energieerhaltung lebender Organismen etabliert und 1896 bis 1903 klärte er den Einfluss von Hypothermie auf den Stoffwechsel sowie von Wärme (Wärmeleitung, -strahlung, Verdunstung) auf Energieverluste. Mit Otto Heubner führte er 1898/1899 Studien zum Stoffwechsel bei gesunden und bei atrophischen Säuglingen durch. Darüber hinaus beschäftigte er sich jahrelang mit dem Bedarf an Nahrungsenergie bestimmter Berufe. Von Rubner stammen die Begriffe „Eiweißminimum“ (minimale tägliche Eiweißaufnahme zur Erhaltung des Gleichgewichts zwischen Stickstoffaufnahme und -ausscheidung) und „Abnutzungsquote“ (täglicher Stickstoffverlust ohne Eiweißaufnahme). 100 g Eiweiß pro Tag definierte Rubner als „hygienisches Eiweißminimum“ für Erwachsene (1914). Rubner zufolge ist die Lebensdauer eine Funktion des Energieverbrauchs (siehe Rate-of-Living-Theorie).
Während des Ersten Weltkriegs war Rubner auf dem Gebiet der nationalen Ernährung aktiv, untersuchte Fragen veränderter Ernährungsgewohnheiten durch zunehmende Urbanisierung und soziale Veränderung sowie die Folgen der alliierten Blockade (Hungersnot) auf die Zivilbevölkerung (1918). Während seiner letzten Lebensjahre erweiterte er, von Forschungsergebnissen zu Ernährung und Stoffwechsel ausgehend, seine Thematik auf umfassend menschliche Problematiken: Welternährung, Überlebenskampf, Hunger, Mangelernährung, Krankheit, schlechte Lebens- und Gesundheitsverhältnisse.
Rubner war von berüchtigter Verschlossenheit und besaß Sinn für sarkastischen Humor. Als Forscher war er peinlich genau und erfindungsreich, entwarf etwa kalorimetrische Apparate selbst. Rubner kann als Begründer der wissenschaftlichen Ernährungsphysiologie, der physikalisch-chemischen, experimentellen Hygiene sowie der wissenschaftlichen Arbeitsphysiologie, Arbeitsmedizin und angewandten Physiologie gelten.

## Ehrungen
- 1906 Mitglied der Preußischen Akademie der Wissenschaften (1919 Sekretar der physikal.-math. Klasse)
- 1914 korrespondierendes Mitglied der Bayerischen Akademie der Wissenschaften[5]
- sowie Mitglied zahlreicher anderer Akademien (Österreich, Norwegen, Schweden, Finnland) sowie
- 1924 der amerikanischen National Academy of Sciences
- Ehrenmitglied der englischen Physiological Society
- 1930 Bayerischer Maximiliansorden für Wissenschaft und Kunst
- 1932 Wahl zum Mitglied der Leopoldina[6]
- 1960 Namensgeber für den Rubner Peak in der Antarktis
- Pettenkofer-Preis für Hygiene der Bayerischen Akademie der Wissenschaften,
- Ehrendoktorwürde der Universität Kristiania.
- Sein Grab auf dem Parkfriedhof Lichterfelde war von 1987 bis 2011 ein Ehrengrab der Stadt Berlin. Es wurde anschließend eingeebnet.

## Auszeichnungen, Gedenken
- Geheimer Obermedizinalrat[7]
- Das Max Rubner-Institut (MRI), Bundesforschungsinstitut für Ernährung und Lebensmittel, ist nach dem Physiologen benannt.
- Der Max-Rubner-Preis der Deutschen Gesellschaft für Ernährung, ist ein Wissenschaftspreis, der seit 1979 alle vier Jahre vergeben wird.
- Der Max-Rubner-Preis der Stiftung Charité ist ein erstmalig 2021 vergebener Innovationspreis, mit dem neuartige Projekte an der Berliner Charité gefördert werden.[8]
- Derzeit sind drei Bakterien zu Ehren nach Max Rubner benannt worden: Streptococcus rubneri (2013)[9], Enteroscipio rubneri sowie Rubneribacter badeniensis (2018)[10]

## Schriften (Auswahl)
- Über die Ausnützung einiger Nahrungsmittel im Darmkanal des Menschen. Diss. med. München 1880
- Die Vertretungswerthe der hauptsächlichsten organischen Nahrungsstoffe im Thierkörper. Zeitschrift für Biologie 19 (1883), S. 313–396
- Biologische Gesetze. Jahresberichte der Universität Marburg 1887
- Lehrbuch der Hygiene. Wien 1888–1890 (1891/92, 1899/1900, 1907)
- Ein Calorimeter für physiologische und hygienische Zwecke. Zeitschrift für Biologie 25: 400-426, 1889
- Die Quelle der thierischen Wärme. Zeitschrift für Biologie 30 (1894), S. 73–142
- Die Gesetze des Energieverbrauchs bei der Ernährung. Leipzig 1902
- Das Problem der Lebensdauer und seine Beziehung zu Wachstum und Ernährung. München 1908
- Nahrungsmittel und Ernährungskunde. Stuttgart 1908
- Volksernährungsfragen. Leipzig 1908
- Kraft und Stoff im Haushalt der Natur. Leipzig 1909
- Die Kalorimetrie. In: Handbuch der physiologischen Methodik, Erster Band: Allgemeine Methodik. Protisten, wirbellose Tiere, physikalische Chemie. Stoff- und Energiewechsel, Dritte Abteilung: Stoffwechsel – Respirationslehre – Kalorimetrie, hrsg. v. Robert Tigerstedt, 150-228. Hirzel, Leipzig 1911
- Handbuch der Hygiene. (Hrsg., 9 Bde.). Leipzig 1911–1927
- Die Ernährungsphysiologie der Hefezelle bei alkoholischer Gärung. Leipzig 1913
- Über moderne Ernährungsformen. München 1914
- Konstitution und Ernährung. Berlin 1930